# Aleksei Konstantinovici Tolstoi
Aleksei Konstantinovici Tolstoi (rusă: Алексей Константинович Толстой; 5 septembrie 1817 – 10 octombrie 1875) a fost un poet, dramaturg și prozator rus.
Aparține familiei de scriitori Tolstoi, fiind văr de-al doilea al lui Lev Tolstoi.
Cele mai valoroase scrieri ale sale sunt: trilogia dramatică Moartea lui Ivan cel Groaznic, Țarul Fiodor Ioanovici, Țarul Boris, precum și diverse scrieri satirice.